# El sombrero de tres picos (novela)
El sombrero de tres picos es una obra escrita por  Pedro Antonio de Alarcón (Guadix, 10 de marzo de 1833-Madrid, 19 de julio de 1891)  La obra se publicó en 1874, aunque los hechos se suceden desde los albores de 1800.
El libreto tiene corte realista, apreciándose en él las características de dicho movimiento literario: exactitud en la descripción de los personajes para que el lector se hiciera una idea fiel del perfil del personaje, el lenguaje expresado abarca diversos niveles y registros.

## Sinopsis
La historia tiene lugar en el término municipal de la ciudad de Guadix, Granada, en el reinado de Carlos IV.
El tío Lucas, molinero, y Frasquita, su mujer molinera, forman un matrimonio próspero y feliz, aunque no tienen hijos. Él, feo, simpático, discreto, ingenioso. Ella, guapa, alegre, donosa y hacendosa. Ambos presiden la tertulia en su molino, donde acuden personajes importantes. El matrimonio confía ciegamente el uno en el otro, a pesar de la admiración que suscita Frasquita entre los contertulios.
En realidad, uno de los personajes, el corregidor,  siente más que admiración y desea conquistarla, con ayuda de su alguacil, Garduña. Una noche, ambos idean alejar al tío Lucas, mandándolo al pueblo próximo con un pretexto. El corregidor aprovecha la ocasión para asaltar la casa, no sin antes caerse al agua. A sus gritos, Frasquita le abre la puerta, pero al darse cuenta de sus intenciones, huye en una burra en busca de su marido. Él, todo mojado, se quita la ropa y se mete en la cama.
El tío Lucas, percatado del engaño, se vuelve a casa, cruzándose por el camino con su mujer, pero sin reconocerla, al ser de noche. En cambio, sus dos burros sí lo hacen y rebuznan en señal de reconocimiento. Al llegar al molino, encuentra en el suelo las ropas del corregidor, y lo atisba por el ojo de la cerradura en su cama. Creyendo haber sido deshonrado, piensa en matar a los adúlteros, pero luego planea una venganza mejor. Cambia sus ropas por las del corregidor y se dirige a casa de este para devolverle la afrenta.
Al día siguiente, el corregidor, Garduña y Frasquita se presentan en la casa del primero. Él va vestido con las ropas del molinero y la corregidora finge no reconocerlo. Es más, les dice que el corregidor está en casa, durmiendo. Todos estallan de indignación, pidiéndose explicaciones mutuamente y acusándose de infidelidad.
Frasquita demuestra su inocencia ante el tío Lucas, apelando al testimonio de sus dos burras. La corregidora explica su artimaña para reconducir la venganza del tío Lucas y afea la conducta a su marido.

## En la música y en el cine
Manuel de Falla publicó el ballet El sombrero de tres picos en 1919 y luego una versión orquestal de la misma obra, con algunas variaciones, las suites n.º 1 y 2. 
El tema de la obra ha sido llevado al cine en varias ocasiones. Algunas de estas películas son:
- El sombrero de tres picos. 1935. Director Mario Camerini
- La pícara molinera. 1954. Director Leon Klimovsky
- La bella campesina. 1955. Director Mario Camerini

## Ballet universal Falla-Picasso
El sombrero de tres picos, ganó gran popularidad gracias al ballet que inspiró al maestro, Manuel de Falla y que contó con los decorados y vestuarios del artista Pablo Picasso. 
Se desarrolla en dos cuadros representados con las siguientes piezas dancísticas:
Cuadro primero
1. Introducción
2. La Tarde
3. Fandango (Danza de la molinera)
4. El Corregidor

### Cuadro segundo
1. Seguidillas (Danza de los vecinos)
2. Farruca (Danza del molinero)
3. Allegretto
4. Las coplas del cuco
5. Minué (Danza del corregidor)
6. Allegro
7. Danza final (Jota)

La obra se estrenó con gran éxito en el Alhambra Theatre de Londres el 22 de julio de 1919.